# Carroll Quigley
Carroll Quigley (Boston, Massachusetts, 1910. november 9. – Washington, 1977. január 3.) amerikai történészprofesszor.
A civilizációk evolúciójának elméletét kutatta. A Georgetown egyetemen végzett munkásságáról ismert leginkább az akadémiai publikációi mellett. Kutatásokat folytatott titkos társaságokról is.

## Élete és munkái
Quigley Bostonban született és a Harvard egyetemet végezte, ahol doktori címet is szerzett. Tanitott a Princeton egyetemen, és később a Harvardon, majd 1941-től 1976-ig a Georgetown egyetem diplomataképzőjén is.
1966-ban kiadta egykötetes írását a 20. század történelméről Tragedy and Hope (Tragédia és remény) címmel.

## Fordítás
- Ez a szócikk részben vagy egészben  a   Carroll Quigley című angol Wikipédia-szócikk ezen változatának fordításán alapul.  Az eredeti cikk szerkesztőit annak laptörténete sorolja fel. Ez a jelzés csupán a megfogalmazás eredetét és a szerzői jogokat jelzi, nem szolgál a cikkben szereplő információk forrásmegjelöléseként.